# 兵庫県道51号宝塚唐櫃線
兵庫県道51号宝塚唐櫃線（ひょうごけんどう51ごう たからづかからとせん）は、兵庫県宝塚市から同県西宮市北部を横断し同県神戸市北区に至る主要地方道（兵庫県道）である。湯山街道や有馬街道と呼ばれることもある。

## 概要
路線は自然豊かな山道であり、風景が大変よい場所である。

### 路線データ
- 起点 : 兵庫県宝塚市栄町（宝塚歌劇場前交差点、国道176号上・兵庫県道16号明石神戸宝塚線交点）
- 終点 : 兵庫県神戸市北区（有馬口交差点、兵庫県道15号神戸三田線交点）
- 路線延長 : 6,858 m

## 歴史
- 1959年（昭和34年）11月9日 - 兵庫県が一般県道103号宝塚唐櫃線を認定。
- 1964年（昭和39年）12月28日 - 建設省（現・国土交通省）が主要地方道宝塚唐櫃線を指定。
- 1966年（昭和41年）2月1日 - 兵庫県が主要地方道51号宝塚唐櫃線を認定。

## 路線状況

### 重複区間
- 国道176号（宝塚市栄町・宝塚歌劇場前交差点 - 西宮市塩瀬町生瀬・大多田橋交差点）

## 地理

### 通過する自治体
- 兵庫県
  - 宝塚市 - 西宮市 - 神戸市（北区）

### 交差する道路
- 国道176号・兵庫県道16号明石神戸宝塚線（宝塚市栄町・宝塚歌劇場前交差点、起点）
- 国道176号（西宮市塩瀬町生瀬・大多田橋交差点）
- 兵庫県道82号大沢西宮線（西宮市山口町船坂・船坂交差点）
- 西宮北道路
- 芦有ドライブウェイ（神戸市北区有馬町・芦有ゲート前交差点）
- 兵庫県道98号有馬山口線（神戸市北区有馬町・有馬温泉北口交差点）
- 兵庫県道98号有馬山口線（神戸市北区有馬町・太閤橋交差点）
- 阪神高速7号北神戸線 有馬口出入口
- 兵庫県道15号神戸三田線（神戸市北区有野町唐櫃・有馬口交差点、終点）

### 沿線
- 有馬温泉
- 蓬萊峡
- 白水峡墓園